# Perleninseln
Die Perleninseln (spanisch Archipiélago de las Perlas, auch als Islas de las Perlas bekannt) sind ein Archipel aus 183 Inseln im Osten des Golfs von Panama vor der pazifischen Küste Panamas.

## Geographie
Der Archipel umfasst eine Landfläche von rund 332 km². Größte Inseln sind die Hauptinsel Isla del Rey, Isla de San José und Isla de Pedro González. Die übrigen Inseln weisen eine Fläche von jeweils weniger als einem Quadratkilometer (100 Hektar) auf. Der Archipel gehört zum Staat Panama und befindet sich in der Provinz Panamá im Distrikt Balboa.
Nur 39 der 183 Inseln sind bewohnt. Als Zentrum gelten die beiden größten, Isla del Rey und Isla de San José, auf denen sich auch Flugplätze befinden. Größter Ort ist San Miguel an der Nordküste von Isla del Rey.

## Geologie
Die Perleninseln sind vulkanischen Ursprungs, auf einigen gibt es Süßwasserquellen. Es existiert eine regenwaldtypische, vielfältige Pflanzen- und Tierwelt, die Fischgründe im Umfeld der Inseln gelten als artenreich.

## Wirtschaft
Seit den 1960er Jahren wird die Inselgruppe touristisch erschlossen, vorwiegend von nordamerikanischen Reiseanbietern.
Auf den größeren Inseln besteht eine gut ausgebaute Tourismus-Infrastruktur; die Inselgruppe ist ein beliebtes Reiseziel für Taucher. Außerdem wird sie häufig von Kreuzfahrtschiffen angefahren und von Urlaubsgästen, vorwiegend aus Nordamerika, frequentiert, da sie für ihre ausgedehnten Sandstrände bekannt ist.
Auf Pedro González ließ das Unternehmen Grupo Eleta einen Flugplatz bauen und plant die Errichtung von Luxushotels gegen den Widerstand der Einheimischen.

## Geschichte
Die Benennung geht auf spanische Konquistadoren im 16. Jahrhundert zurück, die sie nach den Muschelperlen benannten, mit denen die dort lebenden Indianer Handel betrieben. Der deutschsprachige Name „Perleninseln“ (auch in der Schreibweise „Perlen-Inseln“) ist seit mindestens dem 17. Jahrhundert bekannt und seither etabliert.
Durch den Reichtum der Inselgruppe angelockt, befahl der Konquistador Vasco Núñez de Balboa, der im September 1513 bei einer Entdeckungsreise die Pazifikküste erreichte, die Inseln zu erobern. Am 10. August 1515 erteilte der für die Region zuständige Statthalter Pedrarias Dávila den Befehl, diese auszurauben und zu besetzen. Die spanischen Eroberer gingen mit brutaler Härte zu Werk und rotteten im Laufe der kurzen Kämpfe alle Ureinwohner aus.
Für einige Jahre blieb die Inselgruppe unbewohnt, bis 1518 Sklaven zur Bewirtschaftung der Fischgründe und zum Tauchen nach Perlmuscheln auf den Eilanden angesiedelt wurden. In den folgenden Jahrhunderten boten die Inseln auch zunehmend geflohenen Sklaven und Gesetzlosen Unterschlupf und galten als Piratenversteck, auch für englische und französische Freibeuter, die Jagd auf spanische Schiffe machten. Die Insel Contadora (spanisch für Buchhalterin) erhielt so ihren Namen von den zahlreichen Verstecken für Raubgut.

## Politik
Auf dem Anwesen El Bunker auf der Isla Contadora unterzeichnete Jimmy Carter 1977 als Präsident der Vereinigten Staaten die sogenannten Torrijos-Carter-Verträge, in dem die USA ihre Hoheitsrechte über den Panamakanal an die Republik Panama abtraten. Nach der Insel wurde weiter die 1983 gegründete Contadora-Gruppe benannt, ein Zusammenschluss der Außenminister von Kolumbien, Mexiko und Venezuela mit dem Ziel, politische Konflikte in einigen mittelamerikanischen Kleinstaaten beizulegen.

## Liste der bewohnten Perleninseln
| |                                                  |           |                  |                       |
| \| Insel \| Corregimiento(s) (Distrikt(e)) \| Fläche ha \| Bevölkerung 2010 \| Koordinaten \| \| ---------------------- \| ------------------------------------------------ \| --------- \| ---------------- \| --------------------- \| \| Isla del Rey \| San Miguel, La Ensenada, La Esmeralda, La Guinea \| 23.922,22 \| 1.737 \| 8,3667° N, 78,9186° W \| \| Isla Viveros \| San Miguel \| 00629,47 \| 0010 \| 8,4575° N, 78,9831° W \| \| Isla de San José \| Pedro González \| 04.400,9 \| 0010 \| 8,2749° N, 79,1096° W \| \| Isla de Pedro González \| Pedro González \| 01.462,63 \| 0251 \| 8,4° N, 79,1° W \| \| Isla Contadora \| Saboga \| 00119,4 \| 0253 \| 8,2749° N, 79,1096° W \| \| El Atolón \| Saboga \| … \| 0003 \| … \| \| Isla Pacheca \| Saboga \| 00071,89 \| 0010 \| 8,2749° N, 79,1096° W \| \| Isla Saboga \| Saboga \| 00294,07 \| 0447 \| 8,2749° N, 79,1096° W \| |                                                  |           |                  |                       |
| Insel | Corregimiento(s) (Distrikt(e))                   | Fläche ha | Bevölkerung 2010 | Koordinaten           |
| Isla del Rey | San Miguel, La Ensenada, La Esmeralda, La Guinea | 23.922,22 | 1.737            | 8,3667° N, 78,9186° W |
| Isla Viveros | San Miguel                                       | 00629,47  | 0010             | 8,4575° N, 78,9831° W |
| Isla de San José | Pedro González                                   | 04.400,9  | 0010             | 8,2749° N, 79,1096° W |
| Isla de Pedro González | Pedro González                                   | 01.462,63 | 0251             | 8,4° N, 79,1° W       |
| Isla Contadora | Saboga                                           | 00119,4   | 0253             | 8,2749° N, 79,1096° W |
| El Atolón | Saboga                                           | …         | 0003             | …                     |
| Isla Pacheca | Saboga                                           | 00071,89  | 0010             | 8,2749° N, 79,1096° W |
| Isla Saboga | Saboga                                           | 00294,07  | 0447             | 8,2749° N, 79,1096° W |